# Подвільчин
Подвільчин (пол. Podwilczyn, нім. Podewilshausen) — село в Польщі, у гміні Дембниця-Кашубська Слупського повіту Поморського воєводства.
Населення — 184 особи (2011).
У 1975-1998 роках село належало до Слупського воєводства.

## Демографія
Демографічна структура станом на 31 березня 2011 року:
|          | Загалом | Допрацездатний вік | Працездатний вік | Постпрацездатний вік |
| -------- | ------- | ------------------ | ---------------- | -------------------- |
| Чоловіки | 102     | 24                 | 71               | 7                    |
| Жінки    | 82      | 19                 | 43               | 20                   |
| Разом    | 184     | 43                 | 114              | 27                   |